# Italo Cassini
Italo Cassini, född 9 mars 1892 i Soiana i Terricciola, död 16 november 1937 i London, var en bobåkare ifrån Italien. Han deltog vid olympiska vinterspelen 1932 i Lake Placid i tvåmansbob och placerade sig på plats nummer 6 och i fyrmannabob och kom i den tävlingen på femte plats.